# Junta czarnych pułkowników

Godło z czasów junty czarnych pułkowników

Junta czarnych pułkowników – dyktatura wojskowa rządząca w Grecji w latach 1967–1974. Została zapoczątkowana 21 kwietnia 1967 przez wojskowy zamach stanu. W 1973 krwawo stłumiono strajk studentów. W 1974 nieudana próba przyłączenia Cypru do Grecji skompromitowała juntę – rządy objął wezwany z emigracji Konstandinos Karamanlis.
Grecka junta została scharakteryzowana jako neofaszystowska. Jej ultranacjonalistyczny, militarystyczny i głęboko antykomunistyczny charakter był podobny do międzywojennej dyktatury Joanisa Metaksasa, co przez wielu uczonych zostało skategoryzowane jako reżim faszystowski.

## Tło wydarzeń

### Podziały polityczne w Grecji przed II wojną światową i w jej trakcie
Zamach stanu z 1967 r. i następujące po nim siedmioletnie rządy junty wojskowej poprzedziło ponad pięćdziesiąt lat podziałów politycznych między zwolennikami republiki a monarchistami oraz od okresu dyktatury gen. Joanisa Metaksasa (1936–1939), niemal identycznie przebiegającego podziału pomiędzy lewicą i centrum politycznym a prawicą. Pogłębiła je jeszcze II wojna światowa, gdy przeciw okupantom wystąpiły komunistyczna formacja partyzancka: Greckie Ludowe Wojsko Wyzwoleńcze (ELAS) oraz dziesięciokrotnie słabsza prawicowa: Grecka Narodowa Liga Demokratyczna (EDES).
Partyzanci ELAS, nie odrzucając współpracy z rządem, domagali się dla siebie udziału w siłach porządkowych i obronnych przyszłej Grecji oraz ukarania kolaborantów i hitlerowskich zbrodniarzy wojennych w Grecji. Oba te punkty nie zostały zaakceptowane przez króla Jerzego II oraz Brytyjczyków. W efekcie próby rozbrojenia ELAS, w grudniu 1944 r. doszło do 37-dniowego starcia w Atenach, w którym byli hitlerowcy greccy (tzw. Bataliony Bezpieczeństwa) oraz była kolaboracyjna policja hitlerowskiego tzw. Państwa Greckiego, stanowili główną, grecką siłę zbrojną, walczącą po stronie monarchy i Brytyjczyków. Starcia te zakończono porozumieniem w Warkizie o pełnym rozbrojeniu i rozwiązaniu wszystkich oddziałów stron, utworzeniu nowej policji i wojska, z udziałem w nich wszystkich stron oraz zapowiedzią budowy demokratycznego państwa. Porozumienie to nie zostało dotrzymane przez żadną ze stron. Grecję ogarnęła fala państwowego terroru, skierowanego przeciwko wszystkim członkom ELAS oraz osobom wspomagającym go.

### Wojna domowa w Grecji
Jesienią 1946 r. wybuchła w Grecji wojna domowa. Przeciw rządowi Grecji wystąpili wtedy powstańcy z nowo utworzonego, ideowo-komunistycznego ruchu partyzanckiego Demokratyczne Wojsko Grecji (DSE). Powstańcy, początkowo stanowiący tylko grupy ukrywających się uciekinierów spod fali terroru, wkrótce skorzystali z oferty pomocy wojskowej z zagranicy (Jugosławia, Albania), dostarczanej w zamian za przyjęcie celu tworzenia państwa komunistycznego. Od 1947 rząd grecki uzyskał decydujące wsparcie od Stanów Zjednoczonych, poprzednio ściśle neutralnych. Było to zgodne z doktryną Trumana, gdyż wystąpiła realna groźba opanowania tego kraju przez komunistów. Od tej pory armia grecka, a przede wszystkim wywiad wojskowy ściśle współpracowały z CIA.
Wyniszczające walki trwały aż do 1949, gdy ostateczne zwycięstwo, dzięki pomocy zagranicznej i błędnej strategii przyjętej przez partyzantów, odniosła strona rządowa. W jego następstwie, zachowując pozory demokracji, Grecja stała się państwem policyjnym, z terrorem i skrytobójstwami wobec działaczy lewicy.

### Sytuacja polityczna w okresie bezpośrednio poprzedzającym zamach stanu
W 1965 r. premier Georgios Papandreu został zdymisjonowany przez króla Konstantyna II, co wywołało kryzys konstytucyjny. Na przestrzeni dwóch kolejnych lat kraj miał pięciu premierów. Król zdecydował się na rozpisanie wyborów, które miały odbyć się 28 maja 1967. Przewidywano, że partia Papandreu (Unia Centrum – EK) wygra wybory, ale nie będzie miała większości. Musiałaby połączyć siły ze Zjednoczoną Demokratyczną Lewicą – EDA. Część wojskowych podejrzewała, że EDA jest w istocie przybudówką, nielegalnej wówczas, Komunistycznej Partii Grecji. Obawy te doprowadziły do zamachu stanu.

## Zamach stanu i powstanie junty
21 kwietnia 1967 puczyści, którym przewodził generał brygady Stilianos Patakos oraz pułkownicy Jeorjos Papadopulos i Nikolaos Makarezos, dokonali zamachu stanu. Wykorzystany przy tym został plan o kryptonimie Prometheus, opracowany wcześniej w NATO na wypadek próby przejęcia władzy w Grecji przez komunistów. Przywódca spiskowców – pułkownik Jeorjos Papadopulos uprzednio pełnił m.in. obowiązki rezydenta greckiego wywiadu, przy CIA. W puczu wzięło udział 3000 żołnierzy i 150 czołgów, zakończył się on w ciągu trzech godzin. Zamachowcy przejęli kontrolę nad kluczowymi punktami Aten i dokonali aresztowań czołowych polityków m.in. premiera Panagiotisa Kanellopοulosa oraz Andreasa i Jeoriosa Papandreu. Juntę czarnych pułkowników popierały, jako jedyny z krajów rozwiniętych, Stany Zjednoczone.

## Junta

### Fasadowe rządy cywilne
Premierem nowego rządu został dotychczasowy prokurator generalny Sądu Najwyższego Konstandinos Kolias, który jednak nie odgrywał żadnej roli politycznej. Kontrolę nad wewnętrzną polityką sprawował bowiem gen. Patakos, nad gospodarką – płk. Makarezos. Zwycięscy oficerowie zdelegalizowali wszystkie partie polityczne i zawiesili gwarantowane w konstytucji prawa obywatelskie, opierając swoje działania na ustawodawstwie stanu wyjątkowego. W więzieniach i miejscach odosobnienia znalazło się około 8 tysięcy osób uznanych za komunistów lub ich sympatyków. Stosowano tortury, w miejscach koncentracji więźniów sporadycznie dokonywano publicznych, niczym nieprowokowanych mordów. Nie tylko kontynuacja studiów wyższych, ale nawet prowadzenie skutera wymagało uprzedniego uzyskania tzw. Certyfikatu społecznej przyzwoitości, związanego z pisemną deklaracją poparcia wobec reżimu oraz brakiem donosów na daną osobę. Osoby uznane za zwolenników lewicy czy choćby odmawiające umieszczenia na ścianie swego domu materiałów propagandowych o treści typu „popieram rząd”, były zwalniane z pracy na uniwersytetach, w wymiarze sprawiedliwości i w administracji. W propagandzie nowego reżimu znaczące miejsce zajmowały nawiązania do retoryki z okresu dyktatury Metaksasa. Ogłoszono odrodzenie prawdziwej tradycji greckiej i podjęcie walki z korupcją. Miejsce podziałów politycznych miała zająć jedność wszystkich Greków. Przewrót 21 kwietnia określano propagandowo jako rewolucję 21 kwietnia.
Król Konstantyn II, który początkowo nie sprzeciwiał się rządom pułkowników, po kilku miesiącach ich władzy zmienił swoje stanowisko. Przy pomocy 3 Armii, stacjonującej na północy kraju, usiłował odsunąć od władzy organizatorów puczu 21 kwietnia. Jego wezwanie do buntu, nadane 13 grudnia 1967 z Larisy, nie dotarło jednak do całego społeczeństwa, a rozkazy wydane przez wiernych królowi generałów nie zostały wykonane przez podległych im oficerów. Widząc klęskę próby kontrprzewrotu, Konstantyn II razem z premierem i rodziną wyjechał za granicę.

### Rządy Papadopulosa
Wyjazd premiera sprawił, że rządzący oficerowie zrezygnowali z dalszego tworzenia reprezentacyjnego rządu cywilów i powierzyli najwyższe stanowiska państwowe wojskowym. Ogłoszono detronizację króla, ale nie likwidację instytucji monarchii – regentem został gen. Jeorios Zoitakis, zaś premierem Jeorjos Papadopulos.
W celu uzyskania pozorów poparcia społecznego dla dyktatury wojskowej rząd przeprowadził 29 września 1968 referendum w sprawie nowego projektu konstytucji. Ograniczał on do minimum prawa obywatelskie, wyznaczał armii rolę nie tylko gwaranta niepodległości kraju, ale i strażnika społecznego porządku. Według oficjalnych wyników 77,5% uprawnionych do głosowania wzięło w nim udział, z czego 91,9% zagłosowało na tak. Tadeusz Czekalski jest zdania, że mimo wątpliwości co do uczciwości przeprowadzenia referendum, trudno podważyć poparcie większości Greków dla rządów wojskowych. Do marca 1972 Papadopulos skupił w swoich rękach pięć tek ministerialnych, po czym usunął Zoitakisa z urzędu regenta. Nigdy nie został wybrany parlament, którego funkcjonowanie przewidywała konstytucja z 1968. „Organ przedstawicielski”, działający od 1970, pozostawał pod pełną kontrolą premiera.
Nadal nawiązując do rządów Metaksasa, junta zaostrzyła funkcjonującą w kraju cenzurę i wprowadziła szereg przepisów o charakterze obyczajowym. Kobietom zabroniono noszenia „wyzywających strojów”, zaś młodzi mężczyźni musieli obcinać krótko włosy. Muzyka rebetiko została całkowicie zdelegalizowana. Prasę objęto zakazem wymieniania polityków działających przed przewrotem 21 kwietnia 1967. Cenzorzy analizowali także treść drukowanych w gazetach utworów poetyckich, ogłoszeń i reklam. Szczególną uwagę zwracano na utwory dramatyczne – ze sztuk uznanych za wywrotowe lub sprzeczne z porządkiem publicznym wycinano całe fragmenty lub całkowicie zakazywano ich wystawiania. Zakaz ten objął nawet dzieła z okresu starożytnego, np. Sofoklesa i Arystofanesa. W 1967 wydano indeks książek zakazanych, na którym obok rodzimej literatury znalazła się większość tłumaczonych na język grecki utworów rosyjskich, gramatyka języka rosyjskiego oraz słownik grecko-bułgarski.
W 1969 junta ogłosiła częściowe złagodzenie represji wobec opozycji. W niewielkim stopniu ograniczono cenzurę mediów i zwolniono niektórych więźniów politycznych. Zwalczaniem wszelkiej opozycji wobec rządów wojskowych zajmowała się policja polityczna i żandarmeria (ESA), którymi kierował gen. Dimitrios Joanidis.

### Międzynarodowe reakcje na działalność junty
Polityka junty czarnych pułkowników została stanowczo potępiona w Danii, Norwegii i Holandii. Emigranci greccy w Europie Zachodniej i USA propagowali na świecie informacje o charakterze rządów wojskowych w Grecji. Równocześnie Stany Zjednoczone, mimo początkowego zawieszenia dostaw sprzętu wojskowego dla Grecji, szybko porozumiały się z rządem czarnych pułkowników. Od 1970 relacje grecko-amerykańskie były coraz lepsze, zaś dwa lata później okręty amerykańskiej Szóstej Floty uzyskały prawo do korzystania z portu w Pireusie. Rządzona przez wojskowych Grecja utrzymywała stosunki handlowe z ZSRR, Polską, NRD, Rumunią i Bułgarią i pozostawała w bliskich kontaktach dyplomatycznych z Libią, Etiopią i Zairem. Od 1972 była uznawana przez ChRL.
W 1969 komisje Europejskiej Komisji Praw Człowieka i Rady Europy stwierdziły, że w Grecji sprawowano rządy autorytarne, represyjne i sprzeczne z zasadami demokracji. 12 grudnia 1969 Grecja opuściła Radę Europy.

### Pogorszenie się sytuacji gospodarczej Grecji i protesty społeczne
Pierwsze lata rządów junty połączone były ze skokowym wzrostem stopy życiowej. Jednak w 1973 nasiliły się trudności gospodarcze kraju, inflacja osiągnęła poziom 30%, wśród zagranicznych inwestorów zainteresowanie działalnością w Grecji gwałtownie spadało. W marcu 1973 strajk, rozpędzony przez policję, zorganizowali studenci Uniwersytetu Ateńskiego, w maju doszło do buntu na niszczycielu „Welos”. Pragnąc ratować rząd wojskowych, Jeorjos Papadopulos ogłosił zniesienie monarchii, potwierdzone w lipcu 1973 w plebiscycie. Proklamowana została republika z prezydentem wybieranym na ośmioletnią kadencję, odpowiedzialnym równocześnie za kierowanie sprawami zagranicznymi, obronnością i porządkiem publicznym. Zapowiedziano przeprowadzenie w 1974 wyborów do parlamentu. Pierwszym prezydentem został Papadopulos, zaś premierem – Spiros Markiezinis.
Po aresztowaniu i przymusowym wcieleniu do wojska 137 przywódców ruchu studenckiego, organizujących obchody szóstej rocznicy śmierci Jeoriosa Papandreu, studenci Wydziału Prawa Uniwersytetu Ateńskiego, następnie także studenci Politechniki Ateńskiej rozpoczęli 14 listopada 1973 strajk okupacyjny w obiektach uczelni i przez radio wezwali mieszkańców miasta do nieposłuszeństwa i obalenia dyktatury. Do akcji włączyły się liczne uczelnie całej Grecji. Oblicza się, że w przeciągu kilku dni poparcie dla studentów demonstrowało około 800 tysięcy mieszkańców Aten. Do historii państwa greckiego przeszło najczęściej skandowane wtedy hasło Psomi – Pedija – Elef–te–rija co znaczyło: Chleb – oświata – wol–ność i nagrania z audycji, transmitowanych przez studencką rozgłośnię radiową. Studenci przyjęli formę protestu biernego i nawoływali do wykluczenia rozlewu krwi. Niezwłocznie wydalano uczestników strajku, u których znaleziono jakąkolwiek broń. 17 listopada 1973 w czterech miastach Grecji uczelnie zostały spacyfikowane przez wojsko. W Atenach pacyfikację wykonały oddziały spadochroniarzy, z udziałem 10-12 pojazdów opancerzonych i kilku czołgów, opróżniając teren uczelni z protestujących w ciągu zaledwie 30 minut. Choć demonstrujący nie stawiali czynnego oporu, w Atenach strzelano do nich ostrą amunicją, zabijając także osoby zupełnie przypadkowe i nieprzebywające w bezpośrednim sąsiedztwie zajść. Wyrok, cytując oficjalne dane z okresu junty, wymienia 23 potwierdzone przypadki ofiar śmiertelnych tej interwencji oraz 1028 rannych i pobitych. M.in. miały miejsce rozmyślne mordy, także na aresztowanych osobach, które wspomagały strajki. W efekcie tych działań, różne źródła wymieniają różne liczby ofiar, do nawet 200 zabitych. Władze stwierdziły obecność wśród ofiar licznych robotników, studentów innych uczelni niż politechnika oraz uczniów. Uczestników i osoby wspomagające strajk, w tym kobiety, poddawano torturom. Premier Markezinis w przemówieniu do narodu uznał się za odpowiedzialnego za krwawą pacyfikację.

### Wewnętrzny przewrót w łonie junty
Wydarzenia na Politechnice Ateńskiej przekonały najbardziej konserwatywne skrzydło oficerów, na czele z gen. Dimitriosem Joanidisem, o niesłuszności polityki liberalizacji, jaką krótko wprowadzał Papadopulos. Z inicjatywy gen. Fedona Gizikisa w łonie junty doszło do ponownego zamachu stanu. Papadopulos został obalony, nowym prezydentem został Gizikis, premierem – Adamandios Andrutsopulos, lecz faktycznie władzę przejął Joanidis. Nowy rząd twierdził, że jego poprzednicy „odeszli od ideałów” rewolucji”, a oni postanowili je ratować. Po wewnętrznym zamachu stanu polityka junty wobec opozycji uległa dalszej brutalizacji.

### Kwestia cypryjska i upadek junty
W ocenie Joanidisa szansą na poprawę wizerunku junty w oczach społeczeństwa greckiego było doprowadzenie do aneksji Cypru przez Grecję (realizacja idei enosis). Po nieudanych próbach wywierania nacisku na prezydenta Cypru, arcybiskupa Makariosa III, rząd grecki zdecydował o podjęciu próby siłowego usunięcia go z urzędu (a w razie konieczności także zabójstwa). 15 lipca 1974 na Cyprze doszło do zamachu stanu dokonanego przez nacjonalistyczną grupę paramilitarną EOKA B i jednocześnie wspieranego przez Ateny. W wyniku zamachu Makarios III został zmuszony do ucieczki; zamachowcy sformowali rząd na czele z Nikosem Sampsonem. Pucz wywołał natychmiastową reakcję Turcji, która dokonała inwazji na wyspę 20 lipca 1974. Wojska tureckie przeprowadziły operację „Atilla” i dzięki serii desantów morskich zdobyły Cypr, zapoczątkowując jego trwającą po dziś dzień okupację i funkcjonowanie nieuznawanej międzynarodowo Tureckiej Republiki Cypru Północnego.
Obawiając się wojny z Turcją, oficerowie wycofali poparcie dla Joanidisa. Prezydent Gizikis spotkał się z czołowymi politykami i ustalił, że należy powołać rząd jedności narodowej, który będzie kierował krajem do wyborów. Początkowo premierem miał zostać Panagiotis Kanellopoulos, ale prezydent przekonał politycznego weterana Konstandinosa Karamanlisa do powrotu do kraju. Karamanlis został zaprzysiężony 24 lipca 1974. Wybory parlamentarne odbyły się 17 listopada i wygrała je Nowa Demokracja, partia premiera.
Jesienią 1974 przywódców junty aresztowano. 23 sierpnia 1975 organizatorzy przewrotu z 1967 – Patakos, Makarezos i Papadopulos – zostali skazani na karę śmierci, jednak dwa dni później, aktem łaski, wyroki te zamieniono na dożywotnie więzienie. 12 września tego samego roku ogłoszono wyrok w kolejnym procesie, w którym przed sądem stanęło 32 oficerów oskarżonych o torturowanie więźniów politycznych. Trzy osoby zostały skazane na długoletnie więzienie, 14 – na kary od kilku miesięcy do kilku lat pozbawienia wolności, 15 uniewinniono. W grudniu w trzecim procesie skazani zostali odpowiedzialni za pacyfikację strajku studentów politechniki. Naczelny dowódca Greckich Sił Zbrojnych z okresu junty, następnie wiceprezydent republiki, w „cywilnym rządzie” junty, generał Odiseas Angelis (Οδυσσέας Αγγελής) popełnił w celi samobójstwo, w roku 1987. Spośród przywódców, w starszym wieku zwolniono z więzienia Patakosa, a w roku 2010 zmarł ostatni z dożywotnio uwięzionych, generał Joanidis.